# Fritz Krampe
Fritz Krampe (* 19. Dezember 1913 in Berlin; † 28. Juli 1966 in Udagamandalam/Nilgiri-Berge, Indien) war ein deutscher Maler und Grafiker, der vor allem in Südwestafrika (heute Namibia) tätig war und durch seine Werke über das afrikanische Großwild und die einheimische Bevölkerung bekannt wurde. Krampe reiste viel und schöpfte seine Inspiration aus Aufenthalten in Afrika und Asien, wo er die kulturellen und natürlichen Motive für seine Kunst direkt vor Ort erkundete.

## Leben
Fritz Krampe wurde 1913 in Berlin geboren. Schon als Kind interessierte er sich für Tiere und zeichnete und skizzierte sie häufig im Berliner Zoo. Fritz Krampe studierte von 1931 bis 1933 an der Akademie der Künste in Berlin, 1933 an der Akademie der Bildenden Künste in München und von 1935 bis 1939 an der Preußischen Akademie der Künste in Berlin. Seine Ferien verbringt er 1932 auf einem Frachtschiff nach Sibirien. Es entstehen Studien von Walen und Delphinen, die später in den Illustrationen zu „Moby Dick“ Verwendung finden, sowie Lithographien zu „Peer Gynt“.
Im Zweiten Weltkrieg wurde Fritz Krampe zur Wehrmacht eingezogen und kämpfte in Polen, Frankreich und mit dem Afrikakorps in Nordafrika, bis er 1941 bei Tobruk in britische Kriegsgefangenschaft geriet. Die Kriegsgefangenschaft verbrachte er bis 1947 in Lagern in Ägypten, Palästina und Australien. Zurück in Berlin arbeitete er als Buchillustrator.
1951 emigrierte Fritz Krampe nach Südafrika, wo er sich schließlich als Maler und Illustrator in Windhoek niederließ. Dort arbeitete er zunächst als Maler und Fassadenmaler, bevor er sich ganz der Kunst widmen konnte. Fritz Krampe unternahm zahlreiche Reisen in das südliche Afrika, um die dortige Tierwelt zu studieren und seine Beobachtungen in detailreichen Bildern festzuhalten. Seine Werke wurden in vielen Ländern ausgestellt, unter anderem in Südafrika, Simbabwe, Brasilien, Deutschland und Indien. 
1966 unternahm Fritz Krampe eine weitere Studienreise, die ihn über den Nahen Osten und Asien nach Indien führte. Dort wurde er am 28. Juli 1966 in der Nähe von Udagamandalam im Nilgiri-Gebirge von einem Elefanten angegriffen und tödlich verletzt. Er wurde in der Nähe begraben.

## Werk
Fritz Krampe war ein vielseitiger Künstler, der in verschiedenen Medien arbeitete, darunter Öl, Aquarell, Pastell, Tusche, Kohle, Gouache und Lithografie. Er schuf Buchillustrationen und erhielt Aufträge für Wandmalereien. Zunächst als Interieurmaler tätig, wandte er sich bald der Porträtmalerei zu und schuf Darstellungen von Herero, Damara-Bauern, Ovahimba-Frauen und Nama. Seine Werke zeichnen sich durch Präzision und Ausdrucksstärke aus, die es ihm ermöglichen, nicht nur das Äußere, sondern auch das Wesen seiner Porträtierten einzufangen.
Krampes künstlerisches Interesse verlagerte sich zunehmend auf das afrikanische Großwild, das zum zentralen Thema seines Schaffens wurde. Dabei versuchte er, auch das Wesen der Tiere wie Büffel, Elefanten und Geier darzustellen. Durch seinen expressiven Stil, der sich vor allem durch einen kräftigen Strich in seinen Skizzen und Fotografien auszeichnet, erlangte Krampe den Ruf des „Malers von Südwestafrika“ (dem heutigen Namibia) und wurde international bekannt.
Fritz Krampe zeichnete sich durch eine intensive Arbeitsweise aus: Die endgültige Ausarbeitung seiner Bilder fand im Atelier statt, doch die grundlegenden Skizzen und Eindrücke sammelte er auf oft gefährlichen Exkursionen in der Wildnis. Mit einem alten Volkswagen durchquerte er weite Teile Afrikas, oft allein, und beobachtete die Tiere in ihrer natürlichen Umgebung. Seine profunden Kenntnisse der afrikanischen Tierwelt und seine Fähigkeit, zur richtigen Zeit am richtigen Ort zu sein, machten ihn zu einem geschätzten Ansprechpartner für Naturschutzorganisationen.
Neben seiner Tätigkeit als Maler war Krampe ein begabter Fotograf, der seine Werke auch öffentlich ausstellte. Seine Fotografien spiegelten das Auge eines erfahrenen Künstlers wider und wurden insbesondere von der Wissenschaftlichen Gesellschaft in Windhoek gewürdigt. Krampes Persönlichkeit wird als eigensinnig, geradlinig und vielseitig beschrieben: Er war belesen, schätzte den Austausch mit Freunden und Bekannten und war auch ein begabter Musiker mit Konzertreife als Pianist.
Seine Werke wurden unter anderem 1954 auf der Biennale in Venedig ausgestellt und befinden sich in zahlreichen öffentlichen Kunstsammlungen wie der Johannesburg Art Gallery, der William Humphreys Art Gallery in Kimberley, dem Hester Rupert Museum in Graaff-Reinet, der Iziko South African National Gallery in Kapstadt, dem Pretoria Art Museum und der Association of Arts in Windhoek.